# إدوارد استونييه
إدوارد استونييه (بالفرنسية: Édouard Estaunié) ولد في 4 فبراير 1862 بديجون في فرنسا وتوفى في 2 أبريل 1942 بباريس، وهو روائي ومهندس يتبع المدرسة المتعددة التكنولوجية الفرنسية. حصل على جائزة فيمينا الأدبية عام 1908.

## روابط خارجية
- إدوارد استونييه على موقع الموسوعة البريطانية (الإنجليزية)